# Cherbourg (Queensland)
Pour les articles homonymes, voir Cherbourg (homonymie).
Cherbourg est une localité australienne situé dans l'état du Queensland et la Zone d'administration locale du Comté aborigène de Cherbourg.

## Histoire
Anciennement dénommée Barambah, elle prend le nom de Cherbourg en 1931. Selon le service communautaire du Queensland, « C'est Isaac Moore, à qui appartenait la ferme, qui l'a décidé (...) La vox populi dit que le nom a été changé par un notable local qui estimait que le pays de Barambah lui rappelait Cherbourg en France ».
Une communauté aborigène y est fondée en 1901.